# ギャリフレイ
- ギャリフレイ
- ガリフレイ

ギャリフレイまたはガリフレイ（Gallifrey）は、イギリスのSFドラマ『ドクター・フー』に登場する架空の惑星で、主人公ドクターや宿敵マスターをはじめとする種族タイムロードの惑星。2代目ドクターの "The War Games"（1969年）で初登場したが、名前が明かされたのは3代目ドクターの "The Time Warrior"（1973年 - 1974年）であった。新シリーズではタイム・ウォーで破壊されたという設定が加えられ、シーズンフィナーレや50週記念エピソードなどに登場した。
日本語表記ではカナ転写した際にギャリフレイ表記とガリフレイ表記が見られる。第2シリーズまでを放送したNHKとそのDVD版を発売したバップ、第3シリーズまでを放送したLaLa TVがギャリフレイ表記を採用する一方、2021年現在で第12シリーズまで配信したHuluはガリフレイ表記を採用している。ただし第5シリーズ以降のDVD版を発売したKADOKAWAは公式サイトでガリフレイ表記とギャリフレイ表記の両方を採用しており、厳密に区別されているわけではない。

## 特徴

### 地質・植生
ギャリフレイは地球から約2億5000万光年の距離に位置する、カスタボロス座の連星からなる惑星系に属する惑星である。宇宙から見ると地表は黄色やオレンジ色に見える。クォンタム・フォース・フィールドと呼ばれるバリアで物理攻撃を、変換バリアでテレポートによる侵攻を防いでいる。
"The Sensorites"（1964年）で、ドクターの孫娘であるスーザンは故郷について、明るい銀色の葉を持つ木々が生えていて夜空はオレンジ色だったと語っている。しかし、"The Five Doctors"（1983年）のデスゾーンで描写されたガリフレイの空は地球の空と同じ青色であった。新シリーズでは「鳴り響くドラム」（2007年）、「時空の果てで」（2015年）、「スパイフォール」（2020年）、「時を超えた子供たち」（2020年）でオレンジ色の空が採用されているが、「ドクターの日」（2013年）では青空も映っている。
"The Time Monster"（1972年）では、3代目ドクターが山で赤色・茶色・紫色・金色の岩を目にしていたこと、泥に塗れた雪が日光で白く輝いていたことを述べている。「大渋滞」（2007年）では、10代目ドクターが雪を被った深い赤色の草原に言及している。また、朝には恒星が南から昇ることや、森が燃えるように輝くことにも触れていた。

### 都市
タイムロードの重要都市Capitolはガラス製のドームで保護された輝く塔で構成されている。Capitolの外には「大渋滞」や「時の終わり」で言及された赤色の草が生えた平野が広がっている。第2の都市であるアルカディアは400もの空中塹壕に防衛された都市であったが、タイム・ウォーの最中、2013年のミニエピソード "The Last Day" でダーレクの侵攻を受けた。
外部の荒野にはOutsidersと呼ばれる居住者がおり、FASA社が発表した "The Doctor Who Role Playing Game" ではOutsidersは "The Deadly Assasin" で言及されたショボーガンと同一視されている。デスゾーンを含むギャリフレイの荒野は初期のタイムロードが闘技場として利用しており、様々な時代から幾種もの種族を拉致して闘わせていた。デスゾーンにはタイムロード社会の創始者であるラシロンの墓が立っている。
またガリフレイにはタイムロードのアカデミーが存在し、ドクターとマスターは同級生として幼少期を共に過ごした。タイムロードは8歳になるとタイム・ヴォルテックス（時空の渦）を覗き込むという通過儀礼があり、ドクターはヴォルテックスに恐怖して逃亡し、マスターは時空の力を目にして精神を病むことになった。なお、タイムロードは種族の名前として紹介されることが多いが、Doctor Who Weekly の第9号では全てのガリフレイ人がタイムロードというわけではないとされている。

## 作中世界における歴史
「時を超えた子供たち」（2020年）では、ショボーガンがタイムロード以前にギャリフレイに居住していた先住民族であることが明かされた。ショボーガンの1人であるテクテユンは再生能力を持つ時を超えた子供を発見し、彼女の再生能力を研究した末にその実用化に成功し、タイムロードを生み出した。同話では重要都市となるCapitolが建造される様子が低速度撮影風に描写された。その後ラシロンをはじめとする初期のタイムロードが権力を持つようになり、タイムトラベルをはじめ高い技術力を誇り宇宙最強の文明になる。タイムロードの高慢な態度に嫌気が差した初代ドクターは孫娘スーザンを連れ、後のコンパニオンであるクララ・オズワルドの助言を受けながらCapitolにて修理中のターディスを盗んで旅に出る。
やがてギャリフレイはダーレク族との戦争（タイム・ウォー）で滅ぶこととなった。9代目ドクターは「地球最後の日」（2005年）で、ギャリフレイが地球のように岩と塵になったと述べている。その後はギャリフレイを滅ぼしたのは戦争に終止符を打つためドクターがタイムロードとダーレクの両方を大量破壊兵器で吹き飛ばしたことが原因だと判明する。「ドクターの日」（2013年）では、歴代ドクターが結集して凍結キューブと呼ばれる装置の原理を応用しギャリフレイの時間を止めてポケット宇宙に封印し、ギャリフレイを包囲する無数のダーレク艦隊に同士討ちをさせることでダーレク艦隊を壊滅させ、ギャリフレイを宇宙から見かけ上は消滅させつつ保護することに成功する。違う時代のドクターが揃ったことで生じる時空のゆがみを防ぐため、11代目ドクター以外のドクターの記憶は抹消され、9代目ドクターは今後も自身がギャリフレイを滅ぼしたと認識することになる。
ポケット宇宙に封印されたタイムロードは何度か復活を試みた。タイム・ウォーが終結した後にドクターはギャリフレイを含むタイム・ウォーをタイムロックしてタイムトラベラーが戦争に介入できないようにしていたが、「時の終わり」（2010年）でラシロンは地球にいたマスターを利用してタイムロックを一時的に破り、地球の近傍にギャリフレイを出現させた。最終的に10代目ドクターとマスターが協力してギャリフレイごとタイムロードをタイムロックの中へ戻し危機は去った。また、ターディスの爆発によって生じた時空間の裂け目を通じてメッセージを送り、ドクターの存在が確かめられた場合に元の宇宙に戻るという計画が実行されたこともあった。「ドクターの時」（2013年）にて、トレンザロアでギャリフレイの信号を受け取った11代目ドクターは、タイムロードを警戒して攻め込んできたダーレクをはじめとする他の種族からトレンザロアを防衛した。
その後、「影に捕らわれて」（2015年）で12代目ドクターはギャリフレイに帰還した。続く「時空の果てで」（2015年）ではギャリフレイが宇宙の端で細々と存在していることが判明したほか、Capitolでスライダーが守るタイムロードのデータベースであるマトリックスも登場した。しかしギャリフレイは「スパイフォール」（2020年）の時点でマスターにより滅ぼされていることが明らかになった。Capitolでマトリックスを探ってタイムロードの起源にテクテユンと時を超えた子供が関与していることを知ったマスターはギャリフレイのタイムロードを皆殺しにした。彼はタイムロードの死体を使って再生復活ができるサイバーマンの軍団を創設したが、コ・シャルムスが自らを犠牲にマスターやサイバー軍団を消滅させ、同時にCapitolも吹き飛んだ。

## ロケ地
ギャリフレイの屋外のシーンは「影に捕らわれて」「時空の果てで」（2015年）ではスペインのカナリア諸島フエルテベントゥラ島、「時を超えた子供たち」（2020年）ではウェールズの Taff's Well Quarryで撮影が行われた。